# HBS-Craeyenhout

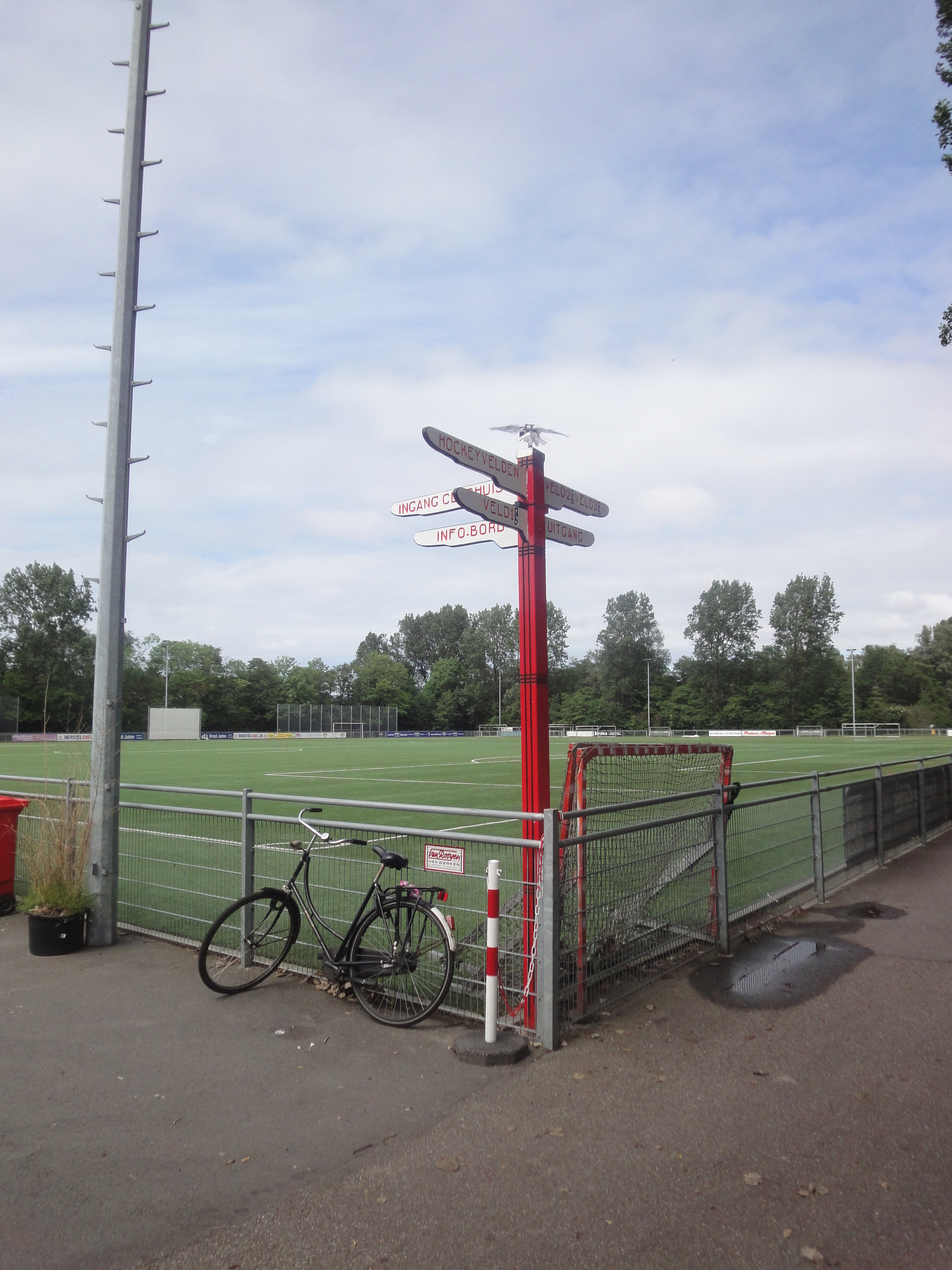
Sportveld van HBS-Craeyenhout

HBS is een sportvereniging voor voetbal, cricket en hockey te Den Haag. Tevens wordt er in georganiseerd verband golf, bridge, biljart en bowls gespeeld. Bij het bridgen wordt samengewerkt met de buren: Quick.

## Cricket
Al in beginjaren van de twintigste eeuw werd 's zomers het cricketspel beoefend, maar pas op 9 juli 1928 werd een cricketafdeling opgericht. Het eerste cricketteam behaalde vier keer het landskampioenschap.
Op 3 mei 2009 beleefde HBS een wereldprimeur: in de thuiswedstrijd tegen HCC werd er voor het eerst een Hoofdklassewedstrijd op kunstgras gespeeld.
HBS cricket 1 werd in het seizoen 2016 kampioen van de Hoofdklasse en speelde daardoor in 2017 weer op het hoogste niveau van Nederland, de Topklasse.

## Hockey
Met de verandering der tijden kwamen ook de dames tot actieve sportbeoefening onder HBS-vlag. Op 28 februari 1974 werd onder de naam HBS '74 (er bestond al een "HBS") een dameshockey-afdeling opgericht. Bij besluit van de KNHB moest, ter vermijding van verwarring met de bestaande club HBS, de naam gewijzigd worden. Op 6 juni 1975 koos men voor "Craeyenhout-HBS".
Het 1e hockeyteam komt momenteel uit in de 1e klasse van de KNHB.
Er is momenteel alleen een dameshockey-afdeling. In 1994 is er een herenteam opgericht, maar dit heeft slechts enkele jaren bestaan.

## Voetbal

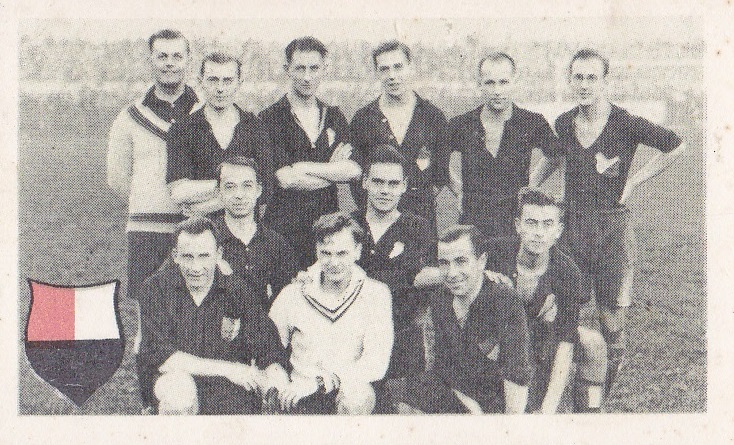
Elftal HBS 1931-1932: v.d. Bergen, van Romondt, Ophorst, van Kesteren, d'Fonseca, Diehl, Schoorl, Arntzenius, Dénis, Vermetten, Rambonnet

Een jongen kreeg op zijn verjaardag een bal cadeau en richtte met twee van zijn vrienden van de Hogereburgerschool in Den Haag op 7 oktober 1893 een "Football Club" op. De drie oprichters zijn J. Dijkman, A.W.G. Stigter en H. Tengbergen. Ze speelden op het Haagse Malieveld waar iedere Haagse club uit die tijd speelde. Toen de club geen scholierenclub meer was, werd in 1898, met behoud van de initialen, de naam Houdt Braef Stant aangenomen. Het eerste shirt was blauw met witte letters HBS er op.
Op 1 oktober 1894 richtte HBS met HVV de Haagse Voetbalbond op. In 1897 fuseerde HBS met de club Hector. Daarbij veranderde men het tenue in een wit shirt met een brede rode baan op de borst en rug en een zwarte broek. In 1898 verbood het Rijk, als eigenaar van het Malieveld, daar voetbal. HVV verhuisde naar haar huidige locatie in het Benoordenhout en HBS naar een veld aan de Beeklaan bij een boerderij met de naam ‘Hanenburg’ (op de plek van de huidige Hanenburglaan).
In 1900 verhuisde HBS naar de Valkenboslaan, op de hoek van de huidige Weimarstraat, niet ver van de toenmalige locatie van VUC. In 1905 koos HBS een nieuw tenue; dit werd geheel zwart. De bijnaam ‘Kraaien’ stamt uit die tijd. In die tijd werd HBS tweemaal landskampioen en won tweemaal de Zilveren Bal.
In 1901 werd de tweede editie van de Coupe van der Straten-Ponthoz gewonnen door finalewinst op Racing Club Brussel. Dit toernooi kan worden gezien als een verre voorloper van de Europacup I.
In 1910 verhuisde HBS wegens de groei van de club naar Houtrust, dat aan het begin van de Sportlaan bij de Houtrustlaan gelegen was. Hier ontstond een stadion dat uiteindelijk een capaciteit van 25 000 toeschouwers zou hebben. Door de bouw van de Atlantikwall moest HBS in 1943 Houtrust verlaten en de club kreeg onderdak bij VUC aan de Schenkkade. Na herstelwerkzaamheden keerde HBS na de oorlog op Houtrust terug. Vanaf 1955 ging zij de accommodatie delen met Scheveningen Holland Sport, een van de twee Haagse profclubs. HBS speelde de ene zondag en SHS de andere. In 1966 besprak de gemeente Den Haag met HBS een verhuizing van Houtrust naar de Daal en Bergselaan omdat het onderverhuren de gemeenteraad een doorn in het oog was. In 1968 was de verhuizing concreet.
Bij HBS kon men niet zomaar lid worden. Tot ver in de jaren 60 zorgde een systeem van ballotage ervoor dat het ledenbestand van HBS gevrijwaard werd van ongewenst volk. Een nieuw lid kon pas lid worden als hij door vijf leden van HBS werd voorgedragen. Ook de Haagse verenigingen HVV en Quick deden aan ballotage.
Tot een wijziging van beleid in 2021 was het voor meisjes onmogelijk lid te worden van de voetbalvereniging. Het clublied uit 1913 luidde immers „Slechts ’n forsche, ferme kerel kan HBS’er zijn.” Een moeder, ontdekte deze vorm van seksisme toen ze haar dochter in wilde schrijven. Na publiciteit hierover wijzigde de vereniging haar beleid en accepteert vanaf 2021 meisjes als HBS'er.

### Na invoering betaald voetbal
De vraag of HBS betaald voetbal zou gaan spelen of amateur zou blijven heeft geen lange discussie opgeleverd. Volgens ex-penningmeester C. Bakker in ‘Op Hout-rust geen zegen’ heeft deze discussie 15 minuten geduurd. HBS trad in 1954 als een van de weinige clubs op het hoogste niveau niet toe tot het betaalde voetbal. In 1954 degradeerde HBS uit de hoogste klasse om in 1964 nogmaals te degraderen. In 1965 promoveerde HBS echter weer en in datzelfde jaar werden onderhandelingen met de gemeente Den Haag en de profvoetbalclub SHS Houtrust begonnen om die locatie te verlaten voor een terrein aan de Sportlaan/Daal en Bergselaan. Op 19 maart 1969 werd dit, na een lucratieve deal met de gemeente (de verhuizing kostte HBS niets, de gemeente verhaalde de kosten op de profclub SHS), werkelijkheid. HBS was daarmee 4 velden, een groot clubgebouw, een prachtige zittribune en een lichtinstallatie rijk.

### Prestaties en prijzen
HBS werd driemaal kampioen van Nederland en staat daarmee op een gedeelde 8ste plaats op de ranglijst aller tijden met het Tilburgse Willem II en het Haarlemse Koninklijke HFC. Het laatste landskampioenschap dateert van 1925.

### Bekende (oud-)spelers
- Beb Bakhuijs
- Kees Bekker
- Richard Blonk
- Joop Boutmy
- Jordy Brouwer
- Harry Dénis
- Boudewijn de Geer
- Mike de Geer
- Vic Gonsalves
- Edwin de Graaf
- Archibald Graafland
- Arsenio Halfhuid
- Paul van der Helm
- Santy Hulst
- Ekrem Kahya
- Hans van Kesteren
- François Menno Knoote
- Marcel Koning
- Frans de Bruijn Kops
- Terus Küchlin
- Harry Kuneman
- Jampie Kuneman
- Louis Lash
- Anton Lens
- Evert Mul
- Eddy de Neve
- Piet Peereboom
- Toine van Renterghem
- Fred Röhrig
- Jan-Paul Saeijs
- Gerald Sandel
- Ruben Schaken
- Charles van Baar van Slangenburgh
- Felix Smeets
- Erik Tammer
- Piet Valkenburg
- Henk Vermetten

## Eindstanden

### Kampioenscompetitie 1925
| Positie | Club     | WG | W | G | V | P  | DS    |
| ------- | -------- | -- | - | - | - | -- | ----- |
| 1.      | HBS      | 8  | 7 | 1 | 0 | 15 | 22-8  |
| 2.      | NAC      | 8  | 5 | 1 | 2 | 11 | 22-12 |
| 3.      | Sparta   | 8  | 4 | 1 | 3 | 9  | 18-12 |
| 4.      | Go Ahead | 8  | 2 | 0 | 6 | 4  | 17-22 |
| 5.      | Frisia   | 8  | 0 | 1 | 7 | 1  | 5-30  |

In 1946 speelde HBS 50 jaar onafgebroken in de 1e klasse (West B). (De KNVB kende toen 6 eerste klassen, naast de 1e klasse West II bestond er een West I, Oost, Noord, en Zuid I en II.) Het seizoen 1949-50 werd over 18 wedstrijden afgesloten met een derde plaats achter Ajax en De Volewijckers en geldt als het beste naoorlogse seizoen.

### Eerste Klasse West II
| Positie | Club              | WG | W  | G | V  | DV | DT | P  |                     |
| 1       | Ajax B            | 18 | 15 | 1 | 2  | 43 | 18 | 31 | Kampioenscompetitie |
| 2       | De Volewijckers C | 18 | 13 | 3 | 2  | 43 | 16 | 29 |                     |
| 3       | HBS C             | 18 | 6  | 5 | 7  | 39 | 38 | 17 |                     |
| 4       | RCH C             | 18 | 6  | 5 | 7  | 26 | 28 | 17 |                     |
| 5       | EDO C             | 18 | 5  | 6 | 7  | 31 | 36 | 16 |                     |
| 6       | SVV C             | 18 | 6  | 3 | 9  | 41 | 46 | 15 |                     |
| 7       | 't Gooi B         | 18 | 6  | 3 | 9  | 22 | 32 | 15 |                     |
| 8       | Xerxes D          | 18 | 4  | 6 | 8  | 24 | 32 | 14 |                     |
| 9       | Neptunus          | 18 | 5  | 3 | 10 | 20 | 35 | 13 | Degradatie          |
| 10      | DWS B             | 18 | 5  | 3 | 10 | 25 | 33 | 13 |                     |

C Naar Eerste Klasse C 

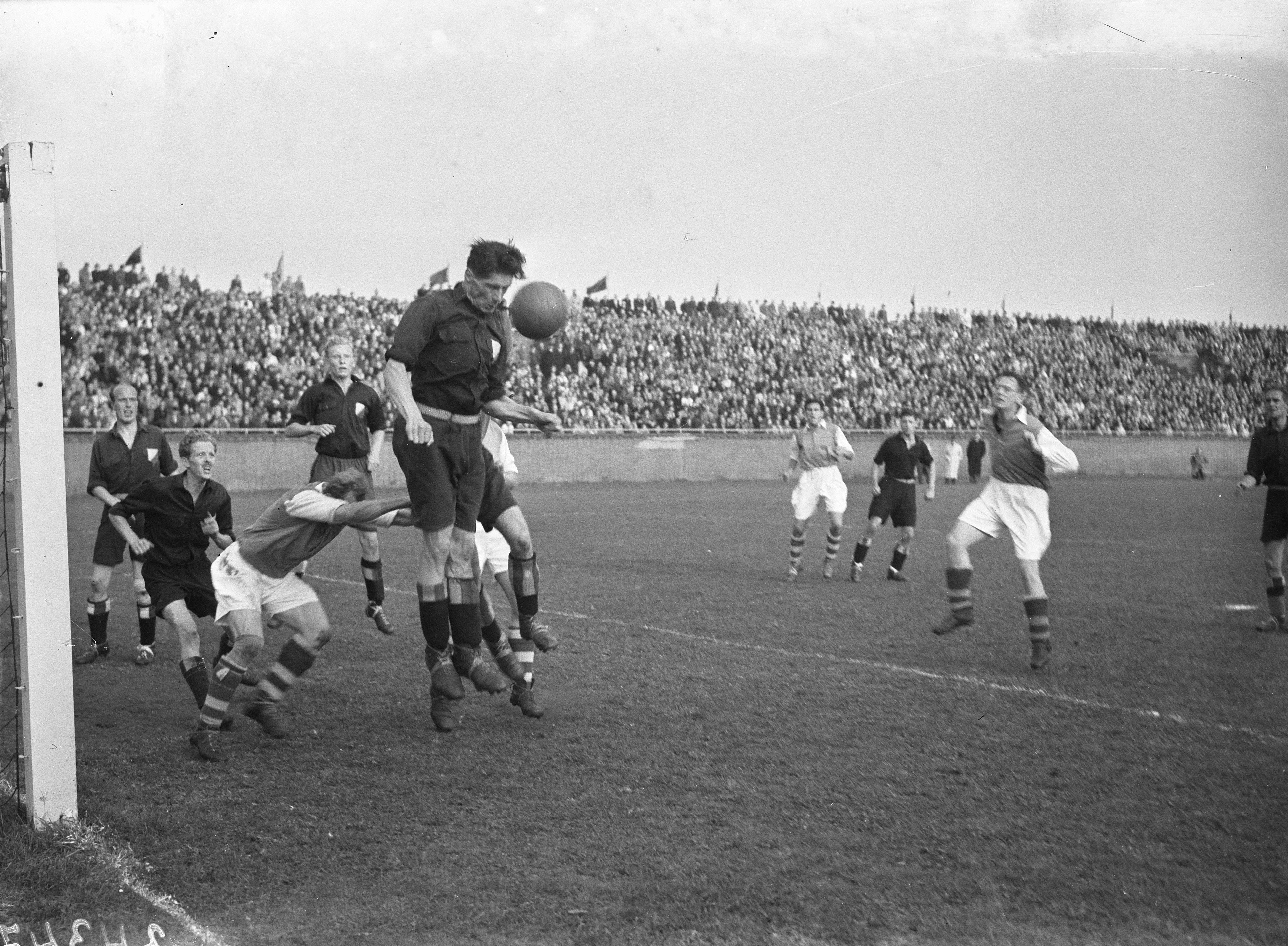
Ajax — HBS (november 1947)

In het seizoen 1953/54 kwam een einde aan het trotse record van 58 jaar onafgebroken Eersteklasserschap, door de degradatie uit de Eerste klasse C. HBS kwam de gehele competitie niet van de laatste plaats af. In het seizoen 1952/53 wist de club door een sterke eindsprint degradatie nog af te wenden. 
Andere triomfen waren het veroveren van de Nederlandse Voetbalbeker in 1901 en 1908. De Zilveren Bal werd in 1905, 1907, 1918, 1919 en 1924 (definitief) gewonnen. In 1960 werd nog eenmaal deze trofee gewonnen. Een twintigtal HBS-ers is uitgekomen voor Oranje, waaronder Harry Dénis en Beb Bakhuijs.

### Competitieresultaten 1896–2025
| 1 |

| 3 |

| 3 |

| 4 |

| 6 |

| 3 |

| 2 |

| 2 1B |

| 1 1A |

| 9 |

| 1 |

| 4 |

| 6 |

| 6 |

| 7 |

| 4 |

| 10 |

| 5 |

| 9 |

| 9 |

| 3 |

| 8 |

| 10 1A |

| 5 1A |

| 2 |

| 3 |

| 6 |

| 3 |

| 3 |

| 1 |

| 5 |

| 4 |

| 8 |

| 2 |

| 5 |

| 5 |

| 8 |

| 2 |

| 2 |

| 10 |

| 2 |

| 7 |

| 8 |

| 10 |

| 3 |

| 8 |

| 2 |

| 8 |

| 8 |

|  |

| 9 |

| 8 |

| 10 |

| 7 |

| 3 |

| 7 1C |

| 10 1D |

| 13 1C |

| 14 1C |

| 8 2B |

| 3 2A |

| 9 2A |

| 3 2A |

| 9 2A |

| 8 2A |

| 5 2A |

| 3 2A |

| 7 2A |

| 12 2A |

| 1 3B |

| 10 2A |

| 6 2A |

| 5 2A |

| 3 2A |

| 6 2A |

| 11 2A |

| 8 3B |

| 11 3B |

| 9 3B |

| 9 3A |

| 7 3B |

| 4 3B |

| 3 3B |

| 6 3A |

| 10 3A |

| 9 3A |

| 9 3A |

| 12 3A |

| 6 4B |

| 1 4B |

| 6 3A |

| 10 3A |

| 5 3A |

| 10 3B |

| 12 3B |

| 9 4B |

| 5 4C |

| 3 4C |

| 2 4C |

| 3 4G |

| 9 4D |

| 3 4B |

| 7 3A |

| 6 3A |

| 9 3A |

| 1 3B |

| 4 2C |

| 1 2D |

| 8 1B |

| 7 1B |

| 8 1B |

| 2 1B |

| 1 1B |

| 10 A |

| 7 A |

| 1 A |

| 9 |

| 8 |

| 6 |

| 13 |

| 12 |

| 9 |

| 12 |

| 18 |

| 8* A |

| -- A |

| 2 A |

| 4 A |

| 10 B |

| 12 B |

| Derde divisie Topklasse | Hoofdklasse/4e Divisie | Eerste klasse | Tweede klasse | Derde klasse | Vierde klasse | Noodcompetitie |

In elke staaf van de grafiek staat van boven naar beneden vermeld: 
- Eindnotering

Dit is de positie die de club heeft bereikt in de competitie, zonder eventuele beslissings-, play-off- of nacompetitiewedstrijden die nodig zijn geweest om bijvoorbeeld de kampioen van de competitie te bepalen.
Indien een * achter het getal staat is de notering een tussenstand en kan het zijn dat de notering niet overeenkomt met de uiteindelijke eindstand van de competitie.
Staat er een - dan is het seizoen nog bezig en is er geen definitieve uitslag bekend.
Staat er xx op de positie van de notering, dan heeft de club vroegtijdig de competitie verlaten. Dit kan onder andere komen door terugtrekking van het team, faillissement van de club of door een uitgedeelde straf van de KNVB. In veel gevallen staat elders in het artikel de reden vermeld.
Staat er een ? dan is het resultaat uit het verleden onbekend, en is alleen de competitie of het niveau bekend van dat seizoen.
In de seizoenen 2019/20 en 2020/21 werd wegens de coronacrisis het amateurvoetbal afgebroken. Daardoor kennen deze staven geen eindklassering (middels -- weergegeven).
- Competitieniveau en afdelingsletter of Officiële eindstand Eredivisie
  - Competitieniveau en afdelingsletter

Hierbij geeft het getal het niveau weer, dat ook terug te vinden is in de legenda. De letter is de afdelingsaanduiding en wordt gebruikt wanneer er meer afdelingen zijn op hetzelfde niveau. De afdelingsletter is altijd een hoofdletter en wordt meestal zonder nummer gebruikt.
Voorbeeld: 2F is niveau 2e klasse competitie F.
Het competitieniveau en nummer wordt niet vermeld wanneer er slechts één competitie van dit niveau was.
  - Officiële eindstand Eredivisie (getal staat tussen haakjes vermeld)

Sinds de introductie van play-offwedstrijden voor Europees voetbal na afloop van de reguliere competitie in 2005/06, is de KNVB verplicht een eindstand van de Eredivisie door te geven aan de UEFA aan de hand van deze play-offwedstrijden.
Bij deze eindstand staan clubs die zich hebben gekwalificeerd voor Europees voetbal hoger dan clubs die zich niet wisten te kwalificeren. Indien er geen verschil was tussen de eindnotering en de officiële eindstand, staat dit getal niet vermeld.

- Onderafdeling

Hier staat afgekort de naam van de onderafdeling indien de club in dat jaar in een onderafdeling uitkwam. Tevens staat deze afkorting in de legenda en wordt gelinkt naar het artikel over deze onderafdeling. Deze afkorting wordt alleen vermeld wanneer de club in het verleden in verschillende onderafdelingen heeft gespeeld. Deze vermelding is in de staaf altijd in kleine letters. Deze onderafdelingen zijn na het seizoen 1995/96 afgeschaft. Heeft de club in slechts één onderafdeling gespeeld, dan is dit alleen terug te vinden in de legenda.
Onder de staaf staat het jaartal vermeld waarin het seizoen is afgesloten. 15 verwijst naar het seizoen 2014/15 of eventueel het seizoen 1914/15.
Wanneer een staaf leeg is, zijn deze gegevens niet bekend. Het kan ook zijn dat de club dat seizoen niet heeft meegespeeld op het hogere amateurniveau, vroegtijdig de competitie heeft verlaten of uit de competitie is gezet.

In het seizoen 1944/45 was er wegens de Tweede Wereldoorlog geen regulier competitievoetbal.

### HBS in de KNVB Beker
Dit schema laat de resultaten zien van HBS tegen profclubs in de KNVB Beker.
| Seizoen | Ronde    | Wedstrijd             | Uitslag        |
| ------- | -------- | --------------------- | -------------- |
| 2012/13 | 3e ronde | NAC Breda – HBS       | 1-1 (2-4 n.s.) |
| 2014/15 | 2e ronde | HBS – Heracles Almelo | 1-2            |

### Relatie metHolland Sport
HBS speelde sinds 1910 op Houtrust en beschouwde het als haar terrein. De gemeente Den Haag was de feitelijke eigenaar. In het voorjaar van 1955 gingen HBS en (Scheveningen) Holland Sport een verbintenis voor 10 jaar aan om op Houtrust te mogen spelen. De voordelen waren de grote capaciteit van het stadion – merendeel was staanplaatsen – maar er waren ook nadelen aan verbonden.
In 1955 stimuleerde de gemeente Den Haag de dubbele bespeling van Houtrust door beide clubs. Er zou dan immers elke zondag een wedstrijd in het stadion zijn en de huurlasten zouden door de twee clubs kunnen worden gedeeld. De NV Tentoonstellingsgebouw Houtrust had alleenrecht voor de verkoop van consumptiegoederen op het terrein tot 1986. Mede als compensatie hiervoor kreeg HBS van de gemeente fl. 2.500,- korting op de huurprijs per jaar. Tevens mocht HBS Houtrust onderverhuren en de inkomsten daaruit in eigen kas houden. HBS onderverhuurde aan SHS en zo spekte deze club HBS jarenlang. Ook voor SHS was er niets te verdienen aan de verkoop van chocoladerepen, biertjes, koeken etc. Ook het ophangen van permanente reclameborden langs het veld tijdens wedstrijden van SHS had de toestemming nodig van twee partijen waar HBS er een van was. HBS was echter niet van plan SHS daarvoor toestemming te geven. In 1967 liep dit op een conflict uit. HS moest iedere keer voor en na de wedstrijd haar borden ophangen en verwijderen en de supportersvereniging van HS liet in augustus expres één bord hangen. Hierop kwamen HBS’ers in actie en er vielen heen en weer rake klappen. Een van de aanwezigen trok een alarmpistool; de politie greep in.
Jarenlang kreeg HBS ook 15% van de recette – met een minimum van fl.1200,- per wedstrijd – van de thuiswedstrijden van (S)HS. Met soms 25.000 man op de tribunes werd die club daarmee aardig gespekt. Ook konden leden van HBS met hun lidmaatschapskaart gratis naar thuiswedstrijden van HS en juist hierom werden sommige mensen lid van HBS. Een seizoenskaart bij HS was namelijk duurder.

## Erelijst
Nationaal
- Nederlands landskampioenschap: 1904, 1906, 1925
- Hoofdklasse: 2011
- Eerste klasse: 2008
- Tweede klasse: 2003
- Derde klasse: 1965, 2001
- Vierde klasse: 1985
- Holdertbeker: 1901, 1908 (tweede elftal)
- Zilveren Bal: 1905, 1907, 1918, 1919, 1924
- Haagsche Courant Cup: 2005

Internationaal
- Coupe van der Straten-Ponthoz: 1901